# Paracanthoisis simplex
Paracanthoisis simplex är en korallart som först beskrevs av Tixier-Durivault 1970.  Paracanthoisis simplex ingår i släktet Paracanthoisis och familjen Isididae. Inga underarter finns listade i Catalogue of Life.